# 다비드 다 시우바
다비드 아파레시두 다 시우바(포르투갈어: David Aparecido da Silva, 1989년 11월 12일 ~ )는 짧게 다비드 시우바(포르투갈어: David da Silva)라고도 불리며, 브라질의 축구 선수로, 포지션은 스트라이커이다. 현재 인도네시아의 페르십 반둥 소속이다. K리그에서 뛰었던 시절 등록명은 영미식 발음인 데이비드였다.
다비드 시우바는 여러 나라의 리그를 걸쳐 활약하고 있으며, 몰타, 아일랜드, 콩고 민주 공화국, 아랍에미리트, 오만, 사우디아라비아, 카타르, 일본, 인도네시아 그리고 대한민국에서 활동했다.

## 선수 경력
다비드 다 시우바는 몰타 프리미어리그의 비르키르카라 FC, 리그오브아일랜드의 셸본 FC, 콩고 민주 공화국 리나푸트의 TP 마젬베 등을 거쳤다. 알칼리즈와 계약을 맺은 이후 아시아 축구 무대에도 진출하였으며, 츠바이겐 가나자와로 임대 생활을 하면서 동아시아에까지 활동영역을 넓혔다. 2018년 리가 슈퍼 인도네시아의 페르세바야 수라바야에서 23경기 20골 3도움을 기록하며, 리그 득점 2위에 올라서는 맹활약을 펼쳤다.
K리그1 2019 시즌을 앞두고, 포항 스틸러스에 입단하였다. 하지만 반 시즌만에 포항 스틸러스와 계약이 해지되었다는 오피셜이 발표되었다.